# Junta Nacional de Relaciones del Trabajo
La Junta Nacional de Relaciones del Trabajo (NLRB, por sus siglas en inglés) es un organismo independiente del gobierno federal de Estados Unidos que vela por el cumplimiento de la legislación laboral estadounidense en materia de negociación colectiva y prácticas laborales desleales. En virtud de la Ley Nacional de Relaciones Laborales de 1935, la NLRB tiene autoridad para supervisar las elecciones para la representación sindical e investigar y remediar las prácticas laborales desleales. Las prácticas laborales desleales pueden implicar situaciones relacionadas con el sindicato o casos de actividad concertada protegida.
La NLRB se rige por un consejo de cinco personas y un consejero general, todos ellos nombrados por el presidente con el consentimiento del Senado. Los miembros de la junta son nombrados para un mandato de cinco años y el consejero general es nombrado para un mandato de cuatro años. El consejero general actúa como fiscal y la junta actúa como órgano cuasi judicial de apelación de las decisiones de los jueces de derecho administrativo. La NLRB tiene su sede en 1015 Half St. SE, Washington D. C., y cuenta con más de 30 oficinas regionales, subregionales y residenciales en todo Estados Unidos.

## Historia

### 1933-1935: Primera organización de negociación colectiva Junta Nacional del Trabajo
La historia de la Junta Nacional de Relaciones del Trabajo (NLRB) se remonta a la promulgación de la Ley de Recuperación Industrial Nacional en 1933. El artículo 7(a) de la ley protegía los derechos de negociación colectiva de los sindicatos, pero era difícil de aplicar. A la NLRB no se le otorgaron poderes de supervisión. Una oleada masiva de organización sindical se vio salpicada por la violencia patronal y sindical, huelgas generales y huelgas de reconocimiento. La Ley Nacional de Recuperación Industrial fue administrada por la Administración Nacional de Recuperación (NRA). Al principio, el administrador de la NRA, Hugh S. Johnson, creía que el artículo 7(a) se aplicaría por sí mismo, pero la tremenda agitación laboral demostró que estaba equivocado. El 5 de agosto de 1933, el presidente Franklin D. Roosevelt anunció la creación de la Junta Nacional del Trabajo, bajo los auspicios de la NRA, para aplicar las disposiciones sobre negociación colectiva del artículo 7(a).
La Junta Nacional del Trabajo (NLB) estableció un sistema de 20 juntas regionales para gestionar la inmensa carga de casos. Cada junta regional contaba con un representante designado por los sindicatos locales, los empresarios locales y un representante "público". Todos eran no remunerados. El representante público actuaba como presidente. Las juntas regionales podían celebrar audiencias y proponer soluciones a los conflictos. Inicialmente, carecían de autoridad para ordenar elecciones de representación, pero esto cambió después de que Roosevelt emitiera órdenes ejecutivas adicionales el 1 de febrero y el 23 de febrero de 1934.
La NLB también resultó ineficaz. El Congreso aprobó la Resolución Pública N.º 44 el 19 de junio de 1934, que facultaba al presidente para nombrar una nueva junta laboral con autoridad para emitir citaciones, celebrar elecciones y mediar en conflictos laborales. El 29 de junio, el Presidente Roosevelt abolió el NLB y, mediante la Orden Ejecutiva 6763, estableció un nuevo Consejo Nacional de Relaciones Laborales, compuesto por tres miembros.
Lloyd K. Garrison fue el primer presidente de la Junta Nacional de Relaciones Laborales (a menudo denominada por los estudiosos "Primera NLRB" o "Antigua NLRB"). La "Primera NLRB" estableció estructuras organizativas que continúan en la NLRB en el siglo XXI. Esto incluye la estructura regional de la junta; el uso de jueces de derecho administrativo y oficiales de audiencia regionales para resolver inicialmente los casos; un proceso de apelación ante la junta nacional; y el uso de personal experto, organizado en varias divisiones, a nivel nacional. Formalmente, Garrison estableció el:
- Oficina Ejecutiva, que se ocupaba de las actividades administrativas de las juntas nacionales y regionales, el personal de campo y la División Jurídica. Estaba supervisada por un Secretario Ejecutivo.
- División de Examen: personal nacional que realizaba investigaciones sobre el terreno y ayudaba a las juntas regionales en las adjudicaciones, audiencias y elecciones de representantes.
- División de Información, que proporcionaba noticias a la prensa y al público.
- División Jurídica, que asistía al Departamento de Justicia en la búsqueda del cumplimiento de las decisiones de las juntas en los tribunales, o en la respuesta a demandas provocadas por decisiones de las juntas.[10]
- División de Investigación, que estudiaba las decisiones de las juntas regionales para poder elaborar una legislación laboral global, y estudiaba los aspectos económicos de cada caso.

Sin embargo, en el plazo de un año, la mayor parte de la jurisdicción de la "Primera NLRB" fue eliminada. Sus decisiones en los sectores del automóvil, la prensa, el textil y el acero resultaron tan volátiles que el propio Roosevelt retiró a menudo estos casos de la jurisdicción de la junta. Varias decisiones de los tribunales federales limitaron aún más el poder de la junta. Posteriormente, el senador Robert F. Wagner (demócrata de Nueva York) impulsó una ley en el Congreso para dar una base legal a la política laboral federal que sobreviviera al escrutinio de los tribunales. El 5 de julio de 1935, una nueva ley -la Ley Nacional de Relaciones Laborales (NLRA, también conocida como Ley Wagner)- derogó la NIRA y estableció una nueva política laboral federal duradera. La NLRA designó a la Junta Nacional de Relaciones del Trabajo como organismo de aplicación.

### 1935-1939: Constitucionalidad, comunismo y cambios organizativos

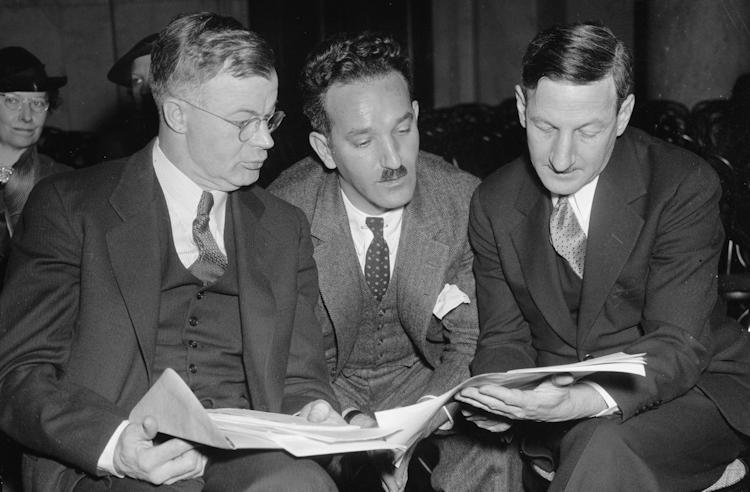
J. Warren Madden (izquierda), Nathan Witt y Charles Fahy (derecha) revisando documentos antes de una audiencia en el Congreso el 13 de diciembre de 1937.

El primer presidente de la "nueva" NLRB fue J. Warren Madden, profesor de la Facultad de Derecho de la Universidad de Pittsburgh. Madden confirmó en gran medida la estructura anterior de la "primera NLRB" al establecer formalmente cinco divisiones dentro de la agencia:
- División Administrativa: Supervisaba todas las actividades administrativas de los consejos nacionales y regionales y sus finanzas; dirigida por el Secretario.
- División Económica: Analizaba las pruebas económicas de los casos; realizaba estudios sobre la economía de las relaciones laborales para uso del comité y los tribunales; supervisada por el Economista Industrial Jefe; también conocida como División de Servicios Técnicos.[11]
- División Jurídica: Se ocupaba de las decisiones de la NLRB que se apelaban ante los tribunales o de los casos en los que la NLRB solicitaba el cumplimiento de sus decisiones; supervisada por el asesor general (contratado por la junta de la NLRB); comprendía dos subdivisiones:
- Sección de litigios: Asesoraba a las juntas nacionales y regionales, preparaba informes, colaboraba con el Departamento de Justicia.
- Sección de revisión: Analizaba las audiencias y decisiones regionales; emitía interpretaciones de la ley; preparaba formularios; redactaba reglamentos.
- División de Publicaciones: Se ocupaba de todas las consultas de la prensa y el público; publicaba las decisiones de las juntas nacionales y regionales y sus normas y reglamentos; bajo la supervisión del Director de Publicaciones.
- División de Instrucción de Juicios: Celebraba audiencias ante la junta nacional; supervisada por el examinador jefe de juicios.

Benedict Wolf fue el primer Secretario de la NLRB, Charles H. Fahy el primer Consejero General y David J. Saposs el primer Economista Industrial Jefe. Wolf dimitió a mediados de 1937, y Nathan Witt, abogado de la División Jurídica, fue nombrado Secretario en octubre.
La División Económica era fundamental para la NLRB. Causa-efecto era uno de los supuestos fundamentales de la Ley Nacional de Relaciones Laborales, y para entender las causas del malestar laboral era necesario el análisis económico. Desde el principio, la División Económica emprendió tres tareas importantes: 1) Recopilar datos económicos en apoyo de los casos presentados ante los tribunales; 2) Realizar estudios generales sobre las relaciones laborales para orientar al consejo en la formulación de decisiones y políticas; y 3) Investigar la historia de las relaciones laborales (la historia de los acuerdos escritos, si determinadas cuestiones formaban parte históricamente de la negociación colectiva, cómo funcionaban los sindicatos internamente, las tendencias en las actividades de los empresarios, las tendencias en la negociación colectiva, si determinadas acciones de los empresarios conducían a conflictos laborales, etc.) para que el consejo pudiera informarse a sí mismo, a los tribunales, al Congreso y al público sobre las relaciones laborales. La primera función resultó fundamental para la supervivencia de la NLRB. Fueron los datos y análisis de la División Económica, más que el razonamiento jurídico de la NLRB, los que resultaron decisivos para convencer al Tribunal Supremo de que mantuviera la Ley Wagner en el caso NLRB contra Jones & Laughlin Steel. El Tribunal incluso citó varios estudios de la División Económica en su decisión. A raíz de Jones & Laughlin Steel, muchos expertos en relaciones laborales ajenos a la agencia concluyeron que el análisis económico era "un hecho aceptado" esencial para el buen funcionamiento de la agencia. La División Económica también lo hizo. Pidió a Madden que emparejara a un economista con un abogado en cada caso importante, y preparó esquemas de los datos económicos necesarios para apoyar cada caso en caso de que llegara a los tribunales.
Durante su mandato en la NLRB, Madden se encontró a menudo con la oposición de la Federación Estadounidense del Trabajo (AFL), que creía que Madden estaba utilizando la NLRA y los procedimientos y el personal de la NLRB para favorecer al principal competidor de la AFL, el Congreso de Organizaciones Industriales (CIO). La NLRB y la NLRA también estaban sometidas a una intensa presión por parte de los empresarios, la prensa, los congresistas republicanos y los demócratas conservadores.
La División Económica de la NLRB resultó fundamental para impulsar una investigación del Congreso sobre las actividades antisindicales de los empresarios y para garantizar el éxito de dicha investigación. La División Económica era muy consciente del uso que hacían los empresarios de los espías laborales, la violencia y los sindicatos de empresa para frustrar la organización sindical, y presionó silenciosamente para que el Congreso investigara estas y otras tácticas. El senador Robert M. La Follette Jr. aceptó la sugerencia y, el 6 de junio de 1936, el Comité de Educación y Trabajo del Senado creó un Subcomité de Investigación de las Violaciones de la Libertad de Expresión y los Derechos Laborales presidido por La Follette. Más conocido como el "Comité La Follette", el subcomité celebró extensas audiencias durante cinco años y publicó numerosos informes. El comité descubrió numerosas pruebas de que millones de dólares de las empresas se utilizaban para pagar a espías y quintacolumnistas dentro de los sindicatos, expuso la culpabilidad de las fuerzas del orden locales en actos de violencia y asesinatos contra simpatizantes sindicales (especialmente en la guerra del condado de Harlan), reveló el amplio alcance de las listas negras ilegales de miembros de los sindicatos y expuso el uso de rompehuelgas armados y el almacenamiento generalizado de gas lacrimógeno, gas vomitivo, ametralladoras, morteros y blindados por parte de las empresas para utilizarlos contra los huelguistas. Algunas de las pruebas que utilizó el comité fueron proporcionadas por la División Económica, y la investigación resultó fundamental durante un tiempo para defender a la agencia de los ataques empresariales y del Congreso.
El mayor problema al que se enfrentaba la NLRB era el constitucional. El Departamento de Justicia y el personal jurídico de la NLRB querían que el Tribunal Supremo se pronunciara lo antes posible sobre la constitucionalidad de la NLRA. Pero la junta y el Departamento de Justicia también se dieron cuenta de que la filosofía jurídica de la era Lochner del Tribunal hacía improbable que éste confirmara la Ley. Posteriormente, Madden se esforzó por resolver los casos menores antes de que pudieran convertirse en recursos ante el Tribunal, y trabajó para retrasar las apelaciones todo lo posible hasta que se pudiera presentar ante el Tribunal el mejor caso posible. Esta estrategia jurídica dio sus frutos. El Tribunal Supremo confirmó la NLRA en el caso National Labor Relations Board v. Jones & Laughlin Steel Corporation, 301 U.S. 1 (1937). Posteriormente, Madden siguió orientando estratégicamente los esfuerzos jurídicos de la NLRB para reforzar la opinión de los tribunales federales sobre la NLRA y las actuaciones de la junta. Gracias a los esfuerzos de Madden y del Consejero General de la NLRB, Charles H. Fahy, el Tribunal Supremo sólo revisó 27 casos entre agosto de 1935 y marzo de 1941, a pesar de que la junta había tramitado casi 5.000 casos desde su creación. El Tribunal Supremo aplicó las resoluciones de la NLRB en 19 casos sin modificarlas, las aplicó con modificaciones en otros seis y denegó la aplicación en dos casos. Además, la Junta ganó los 30 mandatos judiciales y los 16 casos de representación ante los tribunales inferiores, una tasa de éxito sin parangón en ningún otro organismo federal.
La oposición de la AFL a la "Junta Madden" creció tras las decisiones en Shipowners' Ass'n of the Pacific Coast, 7 NLRB 1002 (1938), enf'd American Federation of Labor v. National Labor Relations Board, 308 U.S. 401 (1940) (adjudicación de una unidad de estibadores al CIO en lugar de a la AFL), y American Can Co., 13 NLRB 1252 (1939) (el historial de negociación colectiva de la unidad pesa más que el deseo de los trabajadores de formar una unidad exclusivamente artesanal).
La AFL comenzó a presionar para que se investigara a la NLRB, y esta investigación dio lugar a acusaciones de influencia comunista dentro de la agencia. En junio de 1938, el Comité de Actividades Antiamericanas de la Cámara de Representantes (dirigido por el presidente Martin Dies Jr. [demócrata de Texas]) escuchó el testimonio del líder de la AFL John P. Frey, quien acusó a Madden de dotar de personal comunista a la NLRB. Las acusaciones eran ciertas, al menos en un caso: Nathan Witt, secretario ejecutivo de la NLRB y el hombre en quien Madden había delegado la mayoría de las funciones administrativas, era miembro del Partido Comunista de Estados Unidos. Estas acusaciones y descubrimientos dañaron significativamente el apoyo de la agencia en el Congreso y entre el público.
Una segunda investigación sobre la NLRB condujo a cambios organizativos en la junta. El 20 de julio de 1939, los republicanos y los demócratas conservadores formaron una coalición para impulsar en la Cámara de Representantes una resolución que establecía un Comité Especial para Investigar la Junta Nacional de Relaciones Laborales (el "Comité Smith"), presidido por el representante conservador y antiobrero Howard W. Smith (demócrata de Virginia). El 7 de marzo de 1940, el Comité Smith propuso una ley para abolir la NLRB, reconstituirla y modificar radicalmente la NLRA. El presidente Roosevelt se opuso al proyecto de ley, aunque admitió que tal vez el número de miembros de la junta debería ampliarse de tres a cinco. El proyecto de ley de Smith fue sometido a varias pruebas en la Cámara de Representantes, que también votó a favor de recortar sustancialmente el presupuesto de la NLRB. Smith obtuvo un voto en el Comité de Normas de la Cámara que le permitió someter su proyecto a votación. En un intento de apaciguar la crisis legislativa, Madden despidió a 53 empleados y obligó a otros cinco a dimitir, y descentralizó el proceso judicial de la NLRB para dar más autoridad a los directores regionales y a los agentes de campo. Pero aun así, la Cámara aprobó el proyecto de ley Smith por 258 votos a favor y 129 en contra el 7 de junio de 1940. Para proteger a la NLRB, Roosevelt convenció al senador Elbert D. Thomas, presidente de la Comisión de Educación y Trabajo del Senado, para que no celebrara audiencias ni votaciones sobre el proyecto de ley, y la legislación murió.
La investigación del Comité Smith tuvo un efecto duradero en la legislación laboral estadounidense y fue la base de la Ley Taft-Hartley de 1947. El mandato de Madden en la NLRB finalizó tras sólo cuatro años. El 15 de noviembre de 1940, el presidente Roosevelt nombró a Harry A. Millis presidente de la NLRB y a Madden miembro del Tribunal de Reclamaciones de Estados Unidos.

### 1940-1945: La División de Economía y la Segunda Guerra Mundial
Otro cambio estructural importante se produjo al mismo tiempo que Madden abandonó la NLRB. La campaña anticomunista del comité Smith también tuvo como objetivo a David J. Saposs, el Economista Industrial Jefe de la NLRB. Saposs había sido evaluado subrepticiamente por miembros del Partido Comunista USA para su afiliación, y rechazado como prospecto. Pero Smith y otros atacaron a Saposs como comunista, y el Congreso desfinanció su división y su puesto el 11 de octubre de 1940. Aunque la investigación del comité Smith resultó crítica, el desmantelamiento de la División Económica se debió a muchas razones, tanto internas como externas a la NLRB, y sólo algunas de ellas implicaban acusaciones de infiltración comunista. Como observó el historiador James A. Gross:
La División fue eliminada por todo tipo de razones que nada tenían que ver con los méritos y la importancia de su trabajo: presiones y maniobras políticas, celos y creación de imperios entre abogados y economistas dentro del Consejo, oposición a ideologías de izquierdas, un ataque personal al Economista Jefe, David Saposs, y una poderosa hostilidad hacia el proceso administrativo.
La pérdida de la División Económica fue un duro golpe para la NLRB. Tuvo un gran impacto táctico: Los datos económicos ayudaron a la NLRB a llevar a cabo su labor judicial y procesal en ámbitos como las prácticas laborales desleales (ULP), las elecciones de representación y la determinación de medidas correctoras (como la readmisión, las indemnizaciones retroactivas y las multas). Los datos económicos también socavaron la resistencia de los empresarios a la agencia al vincular esa oposición a las ULP de los empresarios. La pérdida también dejó a la junta dependiente de la información sesgada ofrecida por las partes en litigio ante ella, lo que condujo a una toma de decisiones deficiente y a un éxito mucho menor en los tribunales. También tuvo un gran impacto estratégico: La Junta no podía determinar si su administración de la ley era eficaz o no. Tampoco podía determinar si los disturbios laborales constituían o no una amenaza grave para la economía. En palabras del historiador laboral Josiah Bartlett Lambert: "Sin la División de Investigación Económica, la NLRB no podría realizar estudios empíricos para determinar el impacto real de los boicots secundarios, las huelgas jurisdiccionales, las huelgas de emergencia nacional y similares". La División Económica era fundamental para un proceso de largo alcance de la NLRB que condujera a la evolución a largo plazo de las relaciones laborales industriales en EE. UU., pero hubo que abandonar ese objetivo. Sin embargo, lo más importante es que la eliminación de la División Económica atentó contra el objetivo fundamental de la legislación laboral federal, que consistía en permitir que los expertos resolvieran los conflictos laborales en lugar de recurrir a un tribunal judicial. Con estos datos y análisis, el escepticismo generalizado sobre la experiencia de la junta se extendió rápidamente por el Congreso y los tribunales. También dejó a la junta en gran medida incapaz de participar en la elaboración de normas, lo que la obligó a elaborar la legislación laboral sobre una base caso por caso, ineficiente y lenta. En 1981, la NLRB seguía siendo el único organismo federal al que se le prohibía recabar información económica sobre las repercusiones de sus actividades.
El segundo presidente de la NLRB, Harry A. Millis, llevó a la junta en una dirección mucho más moderada. Al carecer de una división económica que le diera munición para luchar, Millis hizo deliberadamente que la NLRB dependiera del Congreso y del poder ejecutivo para su supervivencia. Millis realizó un gran número de cambios organizativos. Despojó a la oficina del Secretario de su poder, creó una División Administrativa para supervisar las 22 oficinas regionales, inició un estudio de los procedimientos administrativos de la junta y delegó realmente poder en las oficinas regionales. Retiró la tramitación de casos y la comunicación de las oficinas regionales de la jurisdicción de la Oficina del Secretario y creó una División de Campo. También adoptó procedimientos que exigían que la junta tomara sus decisiones basándose únicamente en el informe del examinador de primera instancia, autorizó a los abogados de revisión de la NLRB a revisar el informe del examinador de primera instancia, exigió que las decisiones se redactaran con antelación y se distribuyeran para su revisión, autorizó a los abogados de revisión a revisar los borradores antes de que se emitiera una decisión final, exigió a los examinadores de primera instancia que hicieran hincapié en las conclusiones de hecho y abordaran los puntos de derecho, y comenzó a celebrar reuniones de la junta cuando había diferencias de opinión sobre las decisiones.
Millis eliminó el papel decisivo de la División de Revisión en los casos, que se había establecido bajo Madden y Witt. Madden y Witt habían adoptado una estructura muy centralizada de la junta para que (en términos generales) sólo los casos más favorables a la junta llegaran a los tribunales. La estructura centralizada significaba que sólo los casos más sólidos llegaban a la junta nacional, de modo que ésta podía aplicar todos sus poderes económicos y jurídicos para elaborar la mejor decisión posible. Esta estrategia permitió a la NLRB defenderse muy bien ante el Tribunal Supremo. Pero Madden y Witt se aferraron demasiado a la estrategia centralizada y se ganaron enemigos políticos en el proceso. Millis la sustituyó por un proceso descentralizado en el que la junta era menos decisoria y más proveedora de servicios a las regiones. Muchos de los cambios introducidos por Millis imitaban los requisitos impuestos a otros organismos por la Ley de Procedimiento Administrativo.
La entrada de Estados Unidos en la Segunda Guerra Mundial, el 8 de diciembre de 1941, cambió significativamente la NLRB. El 12 de enero de 1942, el Presidente Roosevelt creó la National War Labor Board (NWLB), que desplazó a la NLRB como el principal centro de las relaciones laborales federales mientras durara la guerra. El NWLB recibió la autoridad para "resolver definitivamente" cualquier conflicto laboral que amenazara con interrumpir la producción bélica, y para estabilizar los salarios y las prestaciones sindicales durante la guerra. Aunque Roosevelt dio instrucciones a la NWLB para que no se inmiscuyera en la jurisdicción ejercida por la NLRB, la War Labor Board se negó a cumplir esta petición. De 1942 a 1945, Millis intentó llegar a un acuerdo jurisdiccional con el presidente de la NWLB, George W. Taylor. Pero estas discusiones resultaron infructuosas y Millis las rompió en junio de 1945. El NWLB también realizó grandes incursiones en la NLRB en busca de personal, obstaculizando significativamente las operaciones de la NLRB.
Se produjeron cambios adicionales con la aprobación de la Ley de Conflictos Laborales de Guerra (WLDA) el 25 de junio de 1943. Promulgada por encima del veto de Roosevelt después de que 400.000 mineros del carbón, cuyos salarios habían bajado considerablemente debido a la elevada inflación de los tiempos de guerra, se declararan en huelga para conseguir un aumento salarial de 2 dólares al día, la legislación exigía (en parte) que la NLRB emitiera una papeleta con todas las propuestas y contrapropuestas de negociación colectiva, esperara 30 días y celebrara una votación sobre la huelga. La Ley de Conflictos Laborales de Guerra resultó muy gravosa. La NLRB tramitó 2.000 casos de la WLDA desde 1943 hasta finales de 1945, de los cuales 500 fueron votaciones de huelga. Sin embargo, los procedimientos de votación de huelgas de la ley hicieron poco para detener las huelgas, y Millis temía que los sindicatos estuvieran utilizando los referendos para azuzar sentimientos a favor de la huelga entre sus miembros. Millis también creía que el proceso de votación de la ley permitía que se produjeran más huelgas de las que la NLRB habría permitido con sus antiguos procedimientos. En los seis meses posteriores al fin de la guerra se presentaron tantos expedientes de huelga que la NLRB cerró sus líneas telefónicas de larga distancia, canceló todos los viajes fuera de la ciudad, suspendió todas las audiencias públicas y suspendió todas las demás actividades para hacer frente a la carga de trabajo. A principios de 1945, Millis estaba enfermo. Dimitió de la NLRB el 7 de junio de 1945 y Paul M. Herzog fue nombrado su sucesor.

### 1947-1965: Taft-Hartley
Un punto de inflexión importante en la historia de la NLRB se produjo en 1947 con la aprobación de la Ley Taft-Hartley. Los trastornos causados por las huelgas durante la Segunda Guerra Mundial, así como la enorme oleada de huelgas que siguió al final de la guerra, alimentaron un creciente movimiento en 1946 y 1947 para enmendar la NLRA con el fin de corregir lo que los críticos consideraban una inclinación pro-laboral de la ley federal. Redactada por el poderoso senador republicano Robert A. Taft y el representante fuertemente antisindical Fred A. Hartley Jr., la Ley Taft-Hartley prohibía las huelgas jurisdiccionales, las huelgas salvajes, las huelgas políticas, los boicots secundarios, los piquetes secundarios, los piquetes masivos, las donaciones para campañas sindicales realizadas con el dinero de las cuotas, el taller cerrado y los sindicatos de supervisores. La ley también enumeraba nuevos derechos de los empleadores, definía los ULP comprometidos por los sindicatos, otorgaba a los estados el derecho a excluirse de la legislación laboral federal mediante leyes de derecho al trabajo, exigía a los sindicatos un preaviso de huelga de 80 días en todos los casos, establecía procedimientos para que el presidente pusiera fin a una huelga en caso de emergencia nacional y exigía a todos los funcionarios sindicales que firmaran un juramento anticomunista. Desde el punto de vista organizativo, la ley convertía al consejero general en una persona designada por el presidente, independiente de la propia junta, y le otorgaba poderes limitados para solicitar medidas cautelares sin recurrir al Departamento de Justicia. También prohibía a la NLRB participar en cualquier tipo de mediación o conciliación, y consagraba formalmente en la ley la prohibición de contratar personal para la recopilación o el análisis de datos económicos.
En agosto de 1947, Robert N. Denham se convirtió en consejero general de la NLRB. Tenía "opiniones conservadoras" y ejercía una "influencia considerable" en las relaciones laborales y las interpretaciones de la recién aprobada Ley Taft-Hartley. En 1950, el Presidente de EE. UU. Harry S. Truman despidió a Denham (New York Times: "dejado a instancias del Presidente"). Mientras era consejero general de la NLRB, Denham recibió una considerable cobertura informativa como "cuasi republicano". Nombrado por el Presidente Truman, Denham recibió la aprobación unánime de la Comisión de Trabajo del Senado estadounidense. Recibió "poderes plenos e independientes para investigar infracciones, presentar denuncias y procesar a los infractores ante la junta". En agosto de 1947, apoyó una "norma contra las declaraciones juradas rojas", alineándose así con el senador estadounidense Robert A. Taft. En octubre de 1947, la NLRB le desautorizó, lo que significó que los altos cargos de la Federación Estadounidense del Trabajo (AFL) y del Congreso de Organizaciones Industriales (CIO) no tendrían que firmar un juramento anticomunista en virtud de la Ley Taft-Hartley.
Herzog admitió públicamente la necesidad de introducir algunos cambios en la NLRA, pero en privado se opuso a las enmiendas Taft-Hartley propuestas. Pensaba que las disposiciones sobre el juramento comunista eran inconstitucionales, que las enmiendas convertirían la NLRA en un arma de gestión, que la creación de un consejo general independiente debilitaría a la NLRB y que el desmantelamiento de la unidad de análisis económico de la agencia privaba a la NLRB de una experiencia esencial. No obstante, el Congreso anuló el veto de Truman a la Ley Taft-Hartley el 23 de junio de 1947 y el proyecto se convirtió en ley.
La Ley Taft-Hartley cambió fundamentalmente la naturaleza de la legislación laboral federal, pero también obstaculizó seriamente la capacidad de la NLRB para hacer cumplir la ley. La pérdida de la función de mediación dejó a la NLRB incapacitada para intervenir en conflictos laborales, una función que había desempeñado desde su creación como Junta Nacional del Trabajo en 1933. Esto obstaculizó los esfuerzos de la agencia para estudiar, analizar y crear baluartes contra la negociación colectiva de mala fe; redujo su capacidad para formular la política laboral nacional en esta área; y dejó a la agencia elaborando la legislación laboral sobre una base ineficaz y lenta de caso por caso. La separación del consejo general de la supervisión de la junta nacional también tuvo un impacto significativo en la agencia. Esta separación se promulgó en contra del consejo del Departamento de Justicia, contradecía la política que el Congreso había promulgado en la Ley de Procedimiento Administrativo de 1946 e ignoraba las amplias reformas internas de Millis. El cambio dejó a la NLRB como la única agencia federal incapaz de coordinar sus actividades de toma de decisiones y legales, y la única agencia exenta de esta manera en virtud de la Ley de Procedimiento Administrativo. La separación del consejo general no fue discutida por el comité ni por ningún testigo durante la revisión de la legislación. De hecho, no había ninguna base para ello en el registro público. Fue, en palabras del sociólogo Robin Stryker, "poco comentada" y "sin precedentes".
Las disposiciones del juramento anticomunista generaron un amplio debate público y dieron lugar a disputas ante el Tribunal Supremo en varias ocasiones. El juramento Taft-Hartley llegó por primera vez al tribunal en American Communications Ass'n v. Douds, 339 U.S. 382 (1950), en el que el tribunal sostuvo 5 a 1 que el juramento no violaba la Primera Enmienda, no era una ley ex post facto ni una ley de atentado en violación del Artículo Uno, Sección 10, y no era un "juramento de prueba" en violación del Artículo Seis. La cuestión se volvió a plantear ante el tribunal en Garner v. Board of Public Works, 341 U.S. 716 (1951), en el que el tribunal sostuvo unánimemente que un juramento de lealtad municipal no era una ley ex post facto ni una ley de proscripción. El asunto llegó al tribunal por tercera vez en Wieman v. Updegraff, 344 U.S. 183 (1952). Esta vez, el resultado fue radicalmente distinto. El Tribunal Supremo dictaminó por unanimidad que la legislación estatal sobre el juramento de lealtad violaba la cláusula del debido proceso de la Decimocuarta Enmienda. En 1965, el Tribunal Supremo dictaminó por 5 votos contra 4 que el juramento anticomunista era una ley de proscripción en Estados Unidos contra Brown, 381 U.S. 437 (1965). En esencia, el Tribunal Supremo anuló Douds, pero no lo hizo formalmente.

### 1966-2007: Ampliación de la jurisdicción
En 1974, el Congreso modificó la Ley Nacional de Relaciones Laborales para proteger a los empleados de los hospitales sin ánimo de lucro y permitir que el consejo resolviera sus reclamaciones. La Ley Wagner de 1935 había protegido a los trabajadores de hospitales sin ánimo de lucro, pero la Ley Taft-Hartley eliminó esas protecciones en 1947. El Congreso había expresado su preocupación por el impacto de las posibles huelgas laborales en la atención a los pacientes, pero decidió que la legislación propuesta era un compromiso adecuado.
En julio de 1987, el consejo empezó a trabajar en una normativa exhaustiva para las unidades de negociación colectiva de las organizaciones sanitarias. El consejo celebró 14 días de audiencias y consideró el testimonio de 144 testigos y más de 1.800 comentarios públicos, y finalmente publicó la norma en abril de 1989. La norma fue impugnada ante los tribunales y finalmente llegó al Tribunal Supremo, que la confirmó por unanimidad en abril de 1991.

### 2007-2014: Falta dequorumy desafíos legales
Desde diciembre de 2007 hasta mediados de julio de 2013, la agencia nunca contó con los cinco miembros, y ni una sola vez funcionó con tres miembros confirmados, lo que creó una controversia legal. El mandato de tres miembros expiró en diciembre de 2007, dejando a la NLRB con sólo dos miembros: la presidenta Wilma B. Liebman y el miembro Peter Schaumber. El Presidente George W. Bush se negó a hacer algunos nombramientos para la junta y los demócratas del Senado se negaron a confirmar los que sí hizo.
El 28 de diciembre de 2007, justo antes de que la junta perdiera su quorum, los cuatro miembros acordaron delegar su autoridad en un panel de tres personas en virtud de la Ley Nacional de Relaciones Laborales. Sólo Liebman y Schaumber permanecían en la junta, pero ésta llegó a la conclusión de que ambos constituían el quorum del panel de tres personas y, por tanto, podían tomar decisiones en nombre de la junta. Liebman y Schaumber acordaron informalmente decidir sólo aquellos casos que, en su opinión, no eran controvertidos y en los que podían estar de acuerdo, y emitieron casi 400 decisiones entre enero de 2008 y septiembre de 2009.
En abril de 2009, el Presidente Obama nombró a Craig Becker (consejero general adjunto del Sindicato Internacional de Empleados de Servicios), Mark Gaston Pearce (miembro de la Junta Industrial de Apelaciones, organismo del Departamento de Trabajo del Estado de Nueva York) y Brian Hayes (director republicano de Política Laboral de la Comisión de Sanidad, Educación, Trabajo y Pensiones del Senado) para ocupar los tres puestos vacantes en la NLRB.
Los Tribunales de Apelación de los Circuitos Primero, Segundo y Séptimo de EE. UU. confirmaron la autoridad de la NLRB de dos miembros para decidir casos, mientras que la Corte de Apelaciones de los Estados Unidos para el Circuito del Distrito de Columbia rechazó su autoridad. En septiembre de 2009, el Departamento de Justicia pidió al Tribunal Supremo de EE. UU. que atendiera inmediatamente su apelación de la decisión del Séptimo Circuito en el caso New Process Steel, L.P. contra la NLRB y resolviera el litigio, dado lo mucho que estaba en juego. El Tribunal Supremo concedió el certiorari en octubre y aceptó resolver la cuestión.
La nominación de Becker parecía fracasar el 8 de febrero de 2010, después de que los senadores republicanos (liderados por John McCain) amenazaran con filibusterizar su nominación. El presidente Obama dijo que consideraría la posibilidad de hacer nombramientos de receso en la NLRB debido a la incapacidad del Senado para avanzar en cualquiera de las tres nominaciones. El 27 de marzo de 2010, Obama nombró en receso a Becker y Pearce.
El 17 de junio de 2010, el Tribunal Supremo dictaminó en el caso New Process Steel, L. P. v. NLRB que la Junta de dos miembros no tenía autoridad para emitir decisiones, invalidando todas las sentencias dictadas por Liebman y Schaumber.
El 22 de junio de 2010, el Senado confirmó a Pearce para un mandato completo, permitiéndole ejercer hasta el 27 de agosto de 2013. Ese mismo día, el Senado confirmó al candidato republicano Brian Hayes, de Massachusetts, por votación oral. A partir del 28 de agosto de 2011, Pearce fue nombrado presidente en sustitución de la demócrata Wilma Liebman, cuyo mandato había expirado. El mandato de Becker, nombrado por receso, finalizó el 31 de diciembre de 2011. El mandato de Hayes finalizó el 16 de diciembre de 2012.
El 4 de enero de 2012, Obama anunció nombramientos en receso para tres puestos de la junta: Sharon Block, Terence F. Flynn y Richard Griffin. Los nombramientos fueron criticados por los republicanos, incluido el presidente de la Cámara de Representantes, John Boehner, por considerarlos inconstitucionales y "un intento descarado de socavar el papel del Senado de asesorar y consentir al poder ejecutivo en materia de nombramientos." Aunque se hicieron como nombramientos en receso, los críticos cuestionaron su legalidad, argumentando que el Congreso no había estado oficialmente en receso, ya que se habían celebrado sesiones pro forma. El exfiscal general de Estados Unidos Edwin Meese declaró que, en su opinión, dado que los nombramientos se hicieron cuando el Senado "demostrablemente no estaba en receso", representaban "un abuso constitucional de alto orden." El 12 de enero de 2012, el Departamento de Justicia de EE. UU. publicó un memorando en el que afirmaba que los nombramientos realizados durante sesiones pro forma están respaldados por la Constitución y los precedentes.
El 25 de enero de 2013, en el caso Noel Canning contra NLRB, un panel de la Corte de Apelaciones de los Estados Unidos para el Circuito del Distrito de Columbia dictaminó que los nombramientos de receso del Presidente Obama no eran válidos, ya que no se habían realizado durante un receso entre sesiones del Senado, y el Presidente se movilizó para cubrirlos durante el mismo receso. El 16 de mayo de 2013, en el caso National Labor Relations Board contra New Vista Nursing and Rehabilitation, el Tribunal de Apelación del Tercer Circuito de Cortes de Apelaciones de los Estados Unidos se convirtió en el segundo tribunal federal de apelación que dictaminó que los nombramientos por receso de la NLRB eran inconstitucionales. En una decisión dividida, también determinó que el nombramiento por receso de Craig Becker el 27 de marzo de 2010 era inconstitucional.
El 14 de julio de 2013, el líder de la mayoría del Senado, Harry Reid, amenazó con ejercer la "opción nuclear" y permitir que una mayoría simple (en lugar de una supermayoría) del Senado pusiera fin a un filibusterismo. Esta amenaza de poner fin a la posición privilegiada del filibustero en el Senado tenía por objeto poner fin al filibusterismo republicano de los candidatos a la NLRB. El 16 de julio de 2013, el presidente Obama y los republicanos del Senado llegaron a un acuerdo para poner fin al estancamiento sobre los nombramientos de la NLRB. Obama retiró los nombramientos pendientes de Block y Griffin, y presentó dos nuevos nombramientos: Nancy Schiffer, consejera general adjunta de la AFL-CIO, y Kent Hirozawa, consejero jefe del presidente de la NLRB, Mark Gaston Pearce. Los republicanos acordaron no oponerse a un cuarto candidato, que se presentaría en 2014.
Encima 30 de julio de 2013, el Senado confirmó todo cinco de los candidatos de Obama para el NLRB: Kent Hirozawa, Harry I. Johnson III, Philip Un. Miscimarra, Mark Gaston Pearce y Nancy Schiffer. Johnson y Miscimarra representado los candidatos Republicanos para el tablero. Pearce Estuvo confirmado para un segundo plazodecinco años.
El 26 de junio de 2014, en el caso National Labor Relations Board v. Noel Canning, el Tribunal Supremo de Estados Unidos dictaminó por unanimidad que los nombramientos por receso del presidente Obama para la NLRB en 2013 eran inconstitucionales, confirmando la decisión del Circuito de Washington D. C. en el caso Noel Canning v. NLRB.
El mandato de Nancy Schiffer finalizó el 15 de diciembre de 2014. Le sucedió Lauren McFerran el 16 de diciembre de 2014. El mandato de Harry I. Johnson III finalizó el 27 de agosto de 2015.

### Desde 2015
Cambio de liderazgo: En 2017, el liderazgo de la NLRB cambió cuando el presidente Donald Trump nominó y el Senado confirmó a nuevos miembros, cambiando la composición de la junta a una mayoría republicana de 3-2.
Norma de empleador conjunto: En diciembre de 2017, la NLRB revocó una decisión de la era Obama que ampliaba el estándar de empleador conjunto, que responsabilizaba a los empleadores de las infracciones laborales cometidas por sus subcontratistas o franquiciados.
Decisión sobre Boeing: En 2018, la NLRB emitió una decisión en el caso The Boeing Company, que facilitó a los empleadores justificar políticas que restringen los derechos de los empleados a participar en actividades concertadas protegidas.
Derecho de los estudiantes de posgrado a sindicarse: En agosto de 2016, la NLRB dictaminó que los estudiantes de posgrado que trabajaban como asistentes docentes o de investigación en universidades privadas tenían derecho a sindicarse en virtud de la legislación laboral federal.
Estatus de contratista independiente: En enero de 2019, la NLRB emitió una decisión que aclaró la prueba para determinar si los trabajadores son contratistas independientes o empleados en virtud de la Ley Nacional de Relaciones Laborales (NLRA).
Se restablece la norma del empleador conjunto: En 2020, la NLRB restableció la norma del empleador conjunto que había sido anulada en 2017, lo que facilita que los empleados responsabilicen a las empresas de las infracciones laborales cometidas por sus subcontratistas o franquiciados.
Restitución de Joy Silk: En 2023, en respuesta a que la empresa Cemex había sido declarada culpable de prácticas laborales ilegales por interferir en una elección sindical, la NLRB, al ordenar una nueva política para las elecciones sindicales, reinstauró de hecho a Joy Silk. Con arreglo a la nueva política, si la mayoría de los trabajadores manifiesta su apoyo a un sindicato, la empresa debe reconocerlo o pedir a la NLRB que celebre elecciones. Sin embargo, si cometen prácticas laborales desleales, el sindicato será reconocido automáticamente y la empresa estará obligada a negociar.

## Estructura

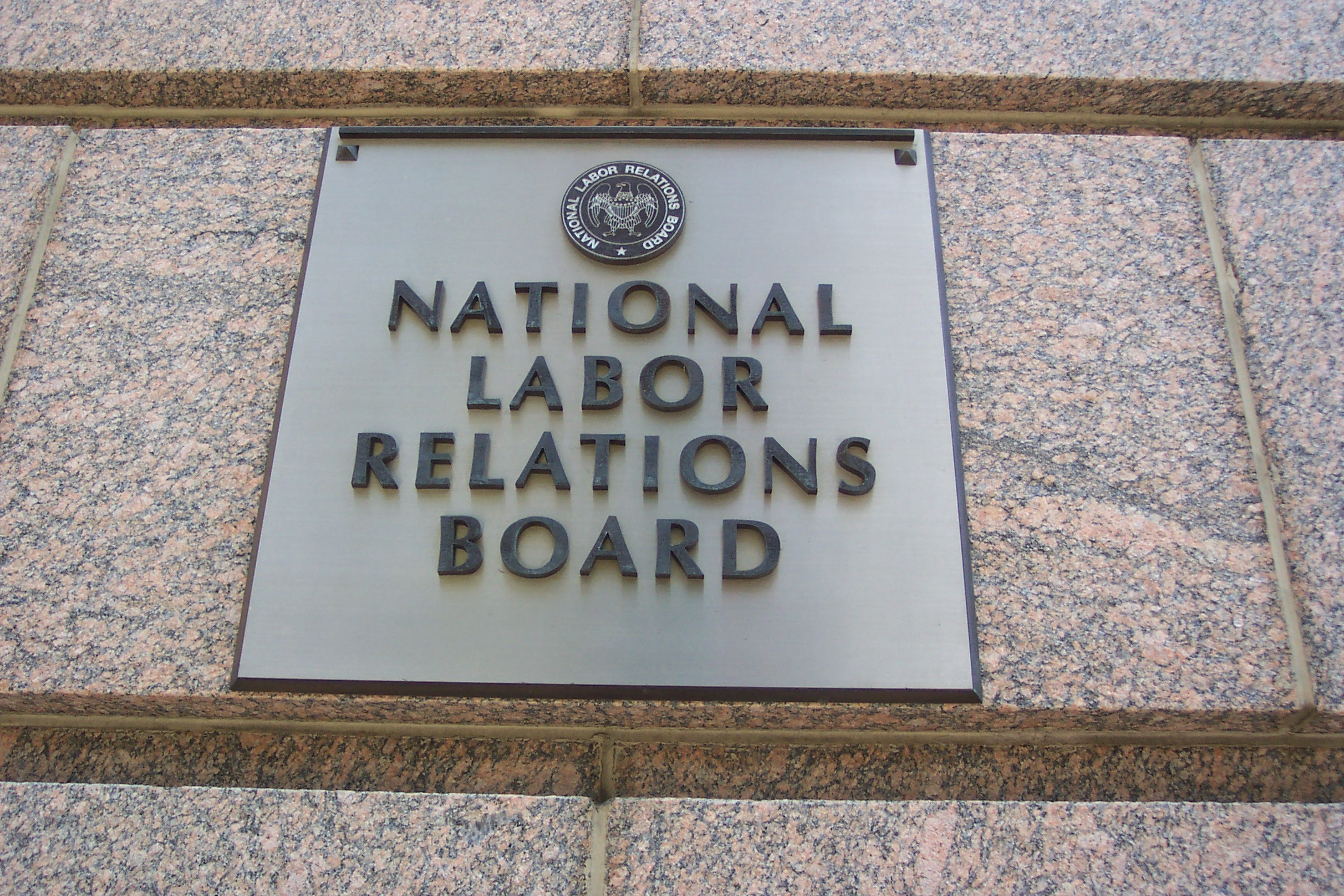
Placa en el exterior del 1099 de la calle 14 NW en Washington D. C., sede de la NLRB desde 2013.

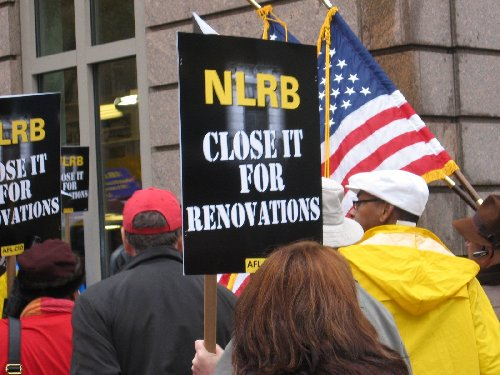
Miembros del sindicato formando un piquete frente a la sede de la NLRB en Washington D. C., en noviembre de 2007.

En 1947, la Ley Taft-Hartley creó una distinción administrativa formal entre la junta y el asesor general de la NLRB. En términos generales, el consejero general es responsable de investigar y procesar las demandas por prácticas laborales desleales y de la supervisión general de las oficinas de campo de la NLRB. El abogado general es nombrado por el presidente para un mandato de cuatro años y es independiente de la junta; tiene una independencia limitada para defender un cambio en la ley al presentar casos ante la junta. El consejero general supervisa cuatro divisiones: la División de Gestión de Operaciones, la División de Administración, la División de Asesoramiento y la División de Litigios para la Aplicación de la Ley.
Por otra parte, la Junta es el órgano jurisdiccional que decide los casos de prácticas laborales desleales que se le presentan. Una vez que la junta ha resuelto la cuestión, el abogado general tiene la responsabilidad de mantener la decisión de la junta, incluso si es contraria a la postura que defendió al presentar el caso ante la junta. La junta también es responsable de la administración de las disposiciones de la ley que rigen la celebración de elecciones y la resolución de disputas jurisdiccionales. Se trata de un poder reactivo y no proactivo. La NLRB rara vez promulga normas administrativas.
La Junta cuenta con más de treinta oficinas regionales. Las oficinas regionales celebran elecciones, investigan las acusaciones de prácticas laborales desleales y toman la decisión inicial sobre dichas acusaciones (si desestiman, resuelven o emiten denuncias). La Junta tiene jurisdicción para celebrar elecciones y perseguir las infracciones de la Ley en Puerto Rico y Samoa Americana.

### Jurisdicción
La jurisdicción de la junta se limita a los empleados del sector privado y al Servicio Postal de Estados Unidos; aparte de los empleados del Servicio Postal, no tiene autoridad sobre los conflictos de relaciones laborales que afectan a los empleados gubernamentales, ferroviarios y de aerolíneas cubiertos por la Ley Adamson de Trabajo Ferroviario, o a los empleados agrícolas. Por otra parte, en esas partes del sector privado sus normas jurisdiccionales son lo suficientemente bajas como para alcanzar a casi todos los empresarios cuya actividad tiene alguna repercusión apreciable en el comercio interestatal.

### Procesamiento de denuncias
Las denuncias son presentadas por las partes contra los sindicatos o los empresarios ante la oficina regional correspondiente. La oficina regional investigará la denuncia. Si se considera que existe una infracción, la región llevará el caso ante un Juez de Derecho Administrativo que celebrará una audiencia. La decisión del Juez de Derecho Administrativo puede ser revisada por la junta de cinco miembros. Las decisiones de la junta pueden ser revisadas por los tribunales de apelación de Estados Unidos. Las decisiones de la Junta no son autoejecutables: debe solicitar la ejecución judicial para obligar a una parte recalcitrante a cumplir sus órdenes. (Para más detalles sobre este proceso, véase la entrada correspondiente a prácticas laborales desleales).
Lafe Solomon fue nombrado consejero general en funciones el 21 de junio de 2010. Su nombramiento fue enviado al Senado el 5 de enero de 2011. La autoridad de Solomon quedó en entredicho el 13 de agosto de 2013, cuando el juez Benjamin Settle del Tribunal de Distrito de los Estados Unidos para el Distrito Oeste de Washington denegó una petición de medidas cautelares, dictaminando que Solomon no había sido nombrado correctamente en virtud de la Ley Federal de Reforma de Vacantes de 1998 (FVRA). Aunque otros tribunales de distrito habían hecho cumplir las peticiones de Solomon, la decisión de Settle puso en tela de juicio toda la actividad de Solomon desde el 21 de junio de 2010, centrándose en las subsecciones (a)(1) y (2) de la FVRA; algunos expertos afirmaron que el nombramiento de Solomon estaba permitido en virtud de la subsección (a)(3). El Presidente Obama retiró el nombramiento de Solomon.
El 31 de julio de 2013, el presidente Obama nominó al excandidato de la NLRB Richard Griffin como consejero general, llamando a Griffin "una especie de fiscal en la junta" que ocuparía "uno de los papeles más críticos de la agencia." El Senado aprobó el nombramiento de Griffin el 29 de octubre de 2013, por 55 votos a favor y 44 en contra.
Peter B. Robb fue propuesto por el presidente Donald J. Trump en septiembre de 2017 y confirmado por el Senado de Estados Unidos el 8 de noviembre de 2017. Prestó juramento como consejero general de la Junta Nacional de Relaciones Laborales el 17 de noviembre de 2017, por un mandato de cuatro años. Inmediatamente después de la toma de posesión del presidente Joe Biden, el 20 de enero de 2021, la Casa Blanca envió una carta a Robb solicitando su dimisión. Pocas horas después, Robb se negó. Esa misma tarde fue despedido. Los sindicatos habían deseado que se sustituyera a Robb para poder restablecer el procedimiento anterior de la agencia; los partidarios del despido argumentaron que era legal, citando la reciente decisión del Tribunal Supremo en el caso Seila Law LLC contra la Oficina de Protección Financiera del Consumidor (2020). El consejero general nunca había sido despedido anteriormente.
El 25 de enero de 2021, el presidente Biden nombró a Peter Sung Ohr, un veterano empleado de la NLRB, como consejero general en funciones. El 17 de febrero de 2021, Biden nombró a Jennifer Abruzzo, antigua consejera general en funciones de la NLRB, como nueva consejera general. Su nombramiento fue confirmado por el Senado el 21 de julio de 2021, en una votación 51-50, en la que la vicepresidenta Kamala Harris deshizo el empate a su favor. Su mandato de cuatro años comenzó el 22 de julio de 2021.

## Miembros de la junta

### Miembros actuales de la junta
Cada escaño lleva el nombre del primer miembro del consejo que ocupó el cargo. El escaño Smith fue ocupado originalmente por Edwin S. Smith (D), el escaño Madden fue ocupado originalmente por J. Warren Madden (D), el escaño Carmody fue ocupado originalmente por John M. Carmody (D), el escaño Murdock fue ocupado originalmente por Abe Murdock (D), y el escaño Gray fue ocupado originalmente por J. Copeland Gray (R).
| Escaño  | Miembro                  | Entrada en funciones    | Expiración del mandato  | Partido     | Designado/a por            |
| ------- | ------------------------ | ----------------------- | ----------------------- | ----------- | -------------------------- |
| Carmody | Gwynne Wilcox            | 4 de agosto de 2021     | 27 de agosto de 2028    | Demócrata   | Joe Biden                  |
| Gray    | Lauren McFerran Chairman | 29 de julio de 2020     | 16 de diciembre de 2024 | Demócrata   | Barack Obama, Donald Trump |
| Madden  | Marvin Kaplan            | 10 de agosto de 2017    | 27 de agosto de 2025    | Republicano | Donald Trump               |
| Smith   | David Prouty             | 28 de agosto de 2021    | 27 de agosto de 2026    | Demócrata   | Joe Biden                  |
| Murdock | Vacant                   | 16 de diciembre de 2022 | 16 de diciembre de 2027 |             |                            |

### Nombramientos recientes

#### Nombramientos de Donald Trump
El 25 de enero de 2017, el presidente Donald Trump nombró a Philip Miscimarra presidente en funciones de la NLRB. El mandato de Miscimarra expiró el 16 de diciembre de 2017. Marvin Kaplan le sucedió como presidente de la NLRB el 21 de diciembre de 2017. Kaplan fue sustituido como presidente en abril de 2018 por John F. Ring.
El 2 de marzo de 2020, el presidente Trump anunció que volvería a nombrar al republicano Marvin Kaplan y a la demócrata Lauren McGarity McFerran para ocupar puestos en el consejo. El 29 de julio de 2020, Kaplan fue confirmado por el Senado por 52 votos a favor y 46 en contra para un segundo mandato de cinco años que expiraba el 27 de agosto de 2025, y McFerran fue confirmada por el Senado por 53 votos a favor y 42 en contra para un segundo mandato de cinco años que expiraba el 16 de diciembre de 2024.

#### Nombramientos de Joe Biden
El 20 de enero de 2021, el Presidente Joe Biden nombró a la actual miembro demócrata Lauren McFerran presidenta de la NLRB.
Posteriormente, Biden propuso a Gwynne Wilcox para ocupar el puesto entonces vacante de Carmody en el consejo y a David Prouty para sustituir a William Emanuel como titular del puesto de Smith cuando expire el mandato de este último en agosto de 2021. Ambos nominados tienen fuertes lazos con las organizaciones sindicales y han representado a sindicatos. Recibieron la confirmación del Senado el 28 de julio de 2021. El 6 de septiembre de 2023, Wilcox fue confirmado por el Senado para un segundo mandato de 5 años.

### Antiguos miembros de la junta[64]
| Nombre                  | Partido       | Inicio del mandato       | Fin del mandato         |
| ----------------------- | ------------- | ------------------------ | ----------------------- |
| Edwin S. Smith          | Demócrata     | 27 de agosto de 1935     | 27 de agosto de 1941    |
| J. Warren Madden        | Demócrata     | 27 de agosto de 1935     | 26 de agosto de 1940    |
| John M. Carmody         | Demócrata     | 27 de agosto de 1935     | 31 de agosto de 1936    |
| Donald Wakefield Smith  | Demócrata     | 23 de septiembre de 1936 | 31 de mayo de 1939      |
| William M. Leiserson    | Demócrata     | 1 de junio de 1939       | 23 de febrero de 1943   |
| Harry A. Millis         | Demócrata     | 26 de noviembre de 1940  | 4 de julio de 1945      |
| Gerard D. Reilly        | Republicano   | 11 de octubre de 1941    | 26 de agosto de 1946    |
| John M. Houston         | Demócrata     | 15 de marzo de 1943      | 27 de agosto de 1953    |
| Paul M. Herzog          | Demócrata     | 5 de julio de 1945       | 30 de junio de 1953     |
| James J. Reynolds       | Republicano   | 28 de agosto de 1946     | 31 de diciembre de 1951 |
| Abe Murdock             | Demócrata     | 1 de agosto de 1947      | 16 de diciembre de 1957 |
| J. Copeland Gray        | Republicano   | 1 de agosto de 1947      | 16 de diciembre de 1949 |
| Paul L. Styles          | Demócrata     | 27 de febrero de 1950    | 31 de agosto de 1953    |
| Ivar H. Peterson        | Republicano   | 21 de marzo de 1952      | 27 de agosto de 1956    |
| Guy Otto Farmer         | Republicano   | 13 de julio de 1953      | 27 de agosto de 1963    |
| Philip Ray Rodgers      | Republicano   | 28 de agosto de 1953     | 27 de agosto de 1963    |
| Albert C. Beeson        | Republicano   | 2 de marzo de 1954       | 16 de diciembre de 1954 |
| Boyd S. Leedom          | Republicano   | 4 de abril de 1955       | 16 de diciembre de 1964 |
| Stephen S. Bean         | Republicano   | 1 de diciembre de 1955   | 27 de agosto de 1960    |
| Joseph Alton Jenkins    | Demócrata     | 28 de marzo de 1957      | 27 de marzo de 1961     |
| John H. Fanning         | Demócrata     | 20 de diciembre de 1957  | 16 de diciembre de 1982 |
| Arthur A. Kimball       | Republicano   | 13 de septiembre de 1960 | 6 de marzo de 1961      |
| Frank W. McCulloch      | Demócrata     | 7 de marzo de 1961       | 27 de agosto de 1970    |
| Gerald A. Brown         | Demócrata     | 14 de abril de 1961      | 27 de agosto de 1971    |
| Howard Jenkins Jr.      | Republicano   | 28 de agosto de 1963     | 27 de agosto de 1983    |
| Sam Zaogria             | Republicano   | 20 de abril de 1965      | 16 de diciembre de 1969 |
| Edward Miller           | Republicano   | 3 de junio de 1970       | 16 de diciembre de 1974 |
| Ralph E. Kennedy        | Republicano   | 14 de diciembre de 1970  | 31 de julio de 1975     |
| John A. Penello         | Demócrata     | 22 de febrero de 1972    | 14 de enero de 1981     |
| Betty S. Murphy         | Republicano   | 18 de febrero de 1975    | 14 de diciembre de 1979 |
| Peter D. Walther        | Republicano   | 26 de noviembre de 1957  | 31 de agosto de 1977    |
| John C. Truesdale       | Demócrata     | 25 de octubre de 1977    | 27 de agosto de 1980    |
| John C. Truesdale       | Demócrata     | 23 de octubre de 1980    | 26 de enero de 1981     |
| John C. Truesdale       | Demócrata     | 24 de enero de 1994      | 3 de marzo de 1994      |
| John C. Truesdale       | Demócrata     | 24 de diciembre de 1994  | 3 de enero de 1996      |
| John C. Truesdale       | Demócrata     | 4 de diciembre de 1998   | 1 de octubre de 2001    |
| Don A. Zimmerman        | Independiente | 17 de septiembre de 1980 | 16 de diciembre de 1984 |
| Robert P. Hunter        | Republicano   | 14 de agosto de 1981     | 27 de agosto de 1985    |
| John R. Van de Water    | Republicano   | 18 de agosto de 1981     | 16 de diciembre de 1982 |
| John C. Miller          | Republicano   | 23 de diciembre de 1982  | 7 de marzo de 1983      |
| Donald L. Dotson        | Republicano   | 7 de marzo de 1983       | 16 de diciembre de 1987 |
| Patricia Diaz Dennis    | Demócrata     | 5 de mayo de 1983        | 24 de junio de 1986     |
| Wilford W. Johnson      | Republicano   | 28 de mayo de 1985       | 15 de junio de 1989     |
| Marshall B. Babson      | Demócrata     | 1 de julio de 1985       | 31 de julio de 1988     |
| James M. Stephens       | Republicano   | 16 de octubre de 1985    | 27 de agosto de 1995    |
| Mary M. Carcraft        | Demócrata     | 7 de noviembre de 1986   | 27 de agosto de 1991    |
| John E. Higgins Jr.     | Republicano   | 29 de agosto de 1988     | 22 de noviembre de 1989 |
| John E. Higgins Jr.     | Republicano   | 3 de septiembre de 1996  | 13 de noviembre de 1997 |
| Dennis M. Devaney       | Demócrata     | 22 de noviembre de 1988  | 16 de diciembre de 1994 |
| Clifford R. Oviatt      | Republicano   | 14 de diciembre de 1989  | 28 de mayo de 1993      |
| John N. Raudabaugh      | Republicano   | 27 de agosto de 1990     | 26 de noviembre de 1993 |
| John C. Truesdale       | Demócrata     | 23 de diciembre de 1994  | 3 de enero de 1996      |
| John C. Truesdale       | Demócrata     | 4 de diciembre de 1998   | 1 de octubre de 2001    |
| William B. Gould IV     | Demócrata     | 7 de marzo de 1994       | 27 de agosto de 1998    |
| Margaret A. Browning    | Demócrata     | 9 de marzo de 1994       | 28 de febrero de 1997   |
| Charles I. Cohen        |               | 18 de marzo de 1994      | 27 de agosto de 1996    |
| Sarah M. Fox            | Demócrata     | 2 de febrero de 1996     | 15 de diciembre de 2020 |
| Joseph Robert Brame III | Republicano   | 17 de noviembre de 1997  | 27 de agosto de 2000    |
| Peter J. Hurtgen        | Republicano   | 14 de noviembre de 1997  | 27 de agosto de 2001    |
| Peter J. Hurtgen        | Republicano   | 31 de agosto de 2001     | 1 de agosto de 2002     |
| Wilma B. Liebman        | Demócrata     | 14 de noviembre de 1997  | 27 de agosto de 2011    |
| Dennis P. Walsh         | Demócrata     | 30 de diciembre de 2000  | 20 de diciembre de 2001 |
| Dennis P. Walsh         | Demócrata     | 17 de diciembre de 2002  | 16 de diciembre de 2004 |
| Dennis P. Walsh         | Demócrata     | 17 de enero de 2006      | 31 de diciembre de 2007 |
| Michael J. Bartlett     | Republicano   | 22 de enero de 2002      | 22 de noviembre de 2002 |
| William B. Cowen        | Republicano   | 22 de enero de 2002      | 22 de noviembre de 2002 |
| Alexander Acosta        | Republicano   | 17 de diciembre de 2002  | 21 de agosto de 2003    |
| Robert J. Battista      | Republicano   | 17 de diciembre de 2002  | 16 de diciembre de 2007 |
| Peter C. Schaumber      | Republicano   | 17 de diciembre de 2002  | 27 de agosto de 2005    |
| Peter C. Schaumber      | Republicano   | 1 de septiembre de 2005  | 27 de agosto de 2010    |
| Ronald E. Meisburg      | Republicano   | 12 de enero de 2004      | 8 de diciembre de 2004  |
| Peter Kirsanow          | Republicano   | 4 de enero de 2006       | 31 de diciembre de 2007 |
| Craig Becker            | Demócrata     | 5 de abril de 2010       | 3 de enero de 2012      |
| Mark Gaston Pearce      | Demócrata     | 7 de abril de 2010       | 27 de agosto de 2018    |
| Brian Hayes             | Republicano   | 29 de junio de 2010      | 16 de diciembre de 2012 |
| Sharon Block            | Demócrata     | 9 de enero de 2012       | 2 de agosto de 2013     |
| Terence F. Flynn        | Republicano   | 9 de enero de 2012       | 24 de julio de 2012     |
| Richard F. Griffin Jr.  | Demócrata     | 9 de enero de 2012       | 2 de agosto de 2013     |
| Nancy J. Schiffer       | Demócrata     | 2 de agosto de 2013      | 15 de diciembre de 2014 |
| Kent Y. Hirozawa        | Demócrata     | 5 de agosto de 2013      | 27 de agosto de 2016    |
| Philip A. Miscimarra    | Republicano   | 7 de agosto de 2013      | 16 de diciembre de 2017 |
| Harry I. Johnson III    | Republicano   | 12 de agosto de 2013     | 27 de agosto de 2015    |
| Lauren McFerran         | Demócrata     | 16 de diciembre de 2014  | 16 de diciembre de 2019 |
| William Emanuel         | Republicano   | 28 de septiembre de 2017 | 27 de agosto de 2021    |
| John F. Ring            | Republicano   | 16 de abril de 2018      | 16 de diciembre de 2022 |

### Presidentes

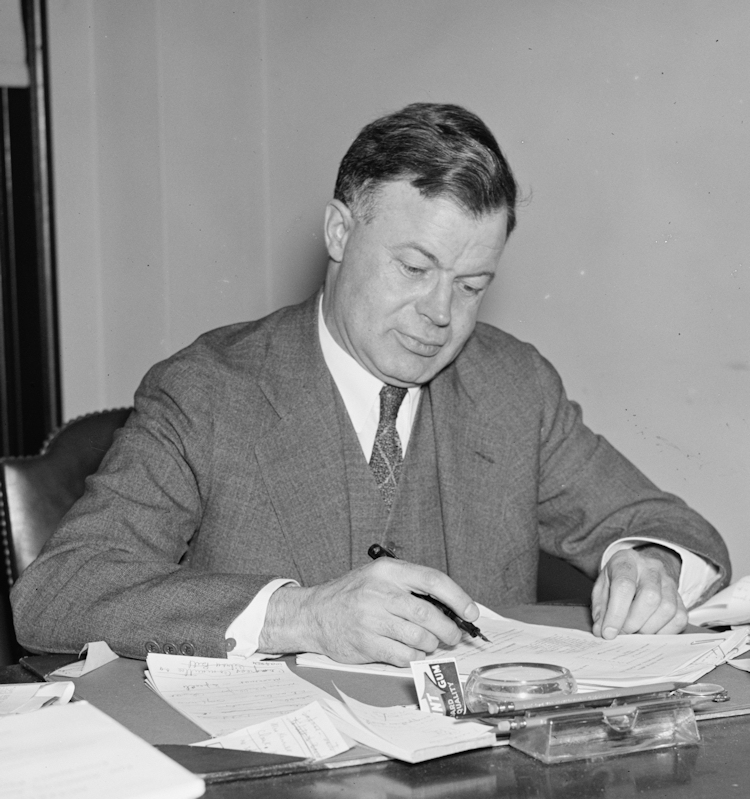
J. Warren Madden, primer presidente de la NLRB, trabajando en su despacho de la NLRB en Washington D. C., en junio de 1937.

El presidente designa a un miembro de la Junta Directiva para que actúe como presidente. El presidente puede designar a otro miembro como presidente en cualquier momento. Los poderes del presidente son limitados. El presidente, al igual que los demás miembros del consejo, cuenta con un asesor jurídico jefe y un equipo jurídico. A excepción de ciertas funciones limitadas y puramente administrativas (como ser el destinatario de las apelaciones o de las solicitudes de la Ley de Libertad de Información), un expresidente de la NLRB ha dicho que "la presidencia -dada la autoridad del asesor general para nombrar al personal regional y recomendar directores regionales a toda la junta (no sólo al presidente)- se parece más a un púlpito de matón que a una posición de autoridad". No obstante, el presidente colabora con la Oficina de Administración y Presupuesto en la elaboración de la propuesta de presupuesto de la NLRB para el Congreso, puede proponer al consejo cambios en los procedimientos y manuales de orientación de la NLRB y puede proponer que el consejo emprenda la elaboración de normas.
De 1935 a 1953, era habitual que el presidente (como todos los miembros de la NLRB) fuera un funcionario de carrera neutral y no un defensor de los sindicatos o de la patronal. El nombramiento de Guy Farmer por el Presidente Dwight Eisenhower en 1953 rompió esta tradición de dos décadas (Farmer era abogado de la patronal). Los presidentes John F. Kennedy y Lyndon B. Johnson retomaron la tradición de nombrar a terceros neutrales para el cargo de presidente del consejo, pero el presidente Richard M. Nixon nombró a un abogado de la patronal. La junta en su conjunto estuvo sometida a un intenso escrutinio del Congreso desde su creación hasta la década de 1960. Esto terminó en las décadas de 1960 y 1970, pero se reanudó en la década de 1980. Los nombramientos posteriores para el cargo de presidente han sido muy partidistas y desde una posición fuertemente pro-sindical o pro-patronal.
| Nombre               | Partido     | Inicio del mandato      | Fin del mandato         | Notas               |
| -------------------- | ----------- | ----------------------- | ----------------------- | ------------------- |
| J. Warren Madden     | Demócrata   | 27 de agosto de 1935    | 26 de agosto de 1940    |                     |
| Harry A. Millis      | Demócrata   | 26 de noviembre de 1940 | 4 de julio de 1945      |                     |
| Paul M. Herzog       | Demócrata   | 5 de julio de 1945      | 30 de junio de 1953     |                     |
| Guy Farmer           | Republicano | 13 de julio de 1953     | 27 de agosto de 1955    |                     |
| Boyd Leedom          | Republicano | 2 de noviembre de 1955  | 6 de marzo de 1961      | [ Notas 4 ]         |
| Frank W. McCulloch   | Demócrata   | 7 de marzo de 1961      | 2 de junio de 1970      |                     |
| Edward B. Miller     | Republicano | 3 de junio de 1970      | 16 de diciembre de 1974 |                     |
| John H. Fanning      | Republicano | 19 de febrero de 1974   | 19 de febrero de 1975   |                     |
| John H. Fanning      | Republicano | 14 de abril de 1977     | 14 de agosto de 1981    | [ Notas 5 ]         |
| Betty S. Murphy      | Republicano | 18 de febrero de 1975   | 13 de abril de 1977     | [ Notas 6 ]         |
| John R. Van de Water | Republicano | 18 de agosto de 1981    | 16 de diciembre de 1982 |                     |
| John C. Miller       | Republicano | 27 de diciembre de 1982 | 7 de marzo de 1983      |                     |
| Donald L. Dotson     | Republicano | 7 de marzo de 1983      | 16 de diciembre de 1987 |                     |
| James M. Stephens    | Republicano | 17 de diciembre de 1987 | 6 de marzo de 1994      | [ Notas 7 ]         |
| William B. Gould IV  | Demócrata   | 7 de marzo de 1994      | 27 de agosto de 1998    | [ Notas 8 ]         |
| John C. Truesdale    | Demócrata   | 4 de diciembre de 1998  | 14 de mayo de 2001      | [ Notas 9 ]         |
| Peter J. Hurtgen     | Republicano | 16 de mayo de 2001      | 1 de agosto de 2002     | [ Notas 10 ]        |
| Robert J. Battista   | Republicano | 17 de diciembre de 2002 | 16 de diciembre de 2007 |                     |
| Peter B. Schaumber   | Republicano | 19 de marzo de 2008     | 19 de enero de 2009     | [ Notas 11 ]        |
| Wilma B. Liebman     | Demócrata   | 20 de enero de 2009     | 27 de agosto de 2011    | [ Notas 12 ]        |
| Mark G. Pearce       | Demócrata   | 28 de agosto de 2011    | 22 de enero de 2017     | [ 97 ] [ Notas 13 ] |
| Philip A. Miscimarra | Republicano | 24 de abril de 2017     | 16 de diciembre de 2017 | [ Notas 14 ]        |
| Marvin Kaplan        | Republicano | 21 de diciembre de 2017 | 15 de abril de 2018     |                     |
| John F. Ring         | Republicano | 16 de abril de 2018     | 20 de enero de 2021     |                     |
| Lauren McFerran      | Demócrata   | 20 de enero de 2021     | presente                |                     |